# Belmopan
Belmopan è la capitale del Belize ed è sede del parlamento dello Stato.

## Storia
Dopo che l'uragano Hattie nel 1961 distrusse circa il 75% delle case e dei luoghi di lavoro di Belize, il governo propose la costruzione di una nuova capitale. La nuova città sarebbe stata costruita su terreni migliori, senza alcuna costosa bonifica dei terreni, e sarebbe stata provvista di una zona industriale.
Nel 1962, una commissione individuò il sito, oggi conosciuto come Belmopan, ubicato a 82 chilometri (51 miglia) a ovest della vecchia capitale Belize.  Dal momento che il Belize era una colonia britannica (noto come Honduras Britannico) nel 1964, il primo ministro George Cadle Price guidò una delegazione a Londra per cercare fondi per finanziare la nuova capitale. Sebbene il governo britannico non fosse pronto ad impegnarsi per il finanziamento di un progetto così vasto, mostrò interesse nel progetto di delocalizzare la capitale in una zona riparata dal mare.  Per incoraggiare l'impegno finanziario da parte del governo britannico, il primo ministro Price e il governo PUP invitarono in Belize Anthony Greenwood, Segretario di Stato per il Commonwealth e le Colonie.  Uno dei punti salienti di questa visita fu l'inaugurazione di un monumento al miglio 49 della Western Highway. Il monumento resta a testimonianza del fatto che Greenwood dedicò il sito per la nuova capitale il 9 ottobre 1965. Così, in un certo senso, vi fu un impegno.
Il nome scelto per la nuova capitale, Belmopan, deriva dall'unione di due parole: "Belize", il nome del fiume più lungo del paese, e "Mopan", uno dei fiumi di quest'area, che a sua volta sfocia nel fiume Belize. Il costo iniziale stimato per la costruzione di questa nuova città era di 40 milioni di dollari del Belize (equivalenti a circa 17,6 milioni di euro e 20 milioni di dollari USA). Nelle casse statali erano disponibili soltanto 20 milioni di dollari del Belize (8,8 Mio EUR e 10 Mio USD), ma non era possibile perdere un'occasione del genere. I lavori ebbero inizio nel 1967. Il primo lotto della nuova capitale è stato completato nel 1970 con un costo di 24 milioni di dollari del Belize (10,6 Mio EUR e 12 Mio USD). Dal 1970 al 2000, la gestione di Belmopan è stata affidata alla Reconstruction and Development Corporation, nota come "Recondev."  Alla Recondev venne conferito il potere e l'autorità di fornire o far fornire le funzioni amministrative necessarie per la buona esecuzione di attività e infrastrutture della città.
Inizialmente i governi stranieri dimostrarono una certa riluttanza nel trasferire le loro ambasciate a Belmopan, così come si nutriva qualche dubbio sul fatto che questo entroterra sarebbe davvero diventato la reale capitale del Paese.  La British High Commission aprì nel 1981, quando il Belize ottenne l'indipendenza, spostandosi nella sua ubicazione attuale nel 1984.
Nel febbraio 2005, il governo degli Stati Uniti ha iniziato la costruzione di una nuova ambasciata a Belmopan, 43 anni dopo essere stata individuata come nuova capitale. L'ambasciata degli Stati Uniti è stata ufficialmente inaugurata l'11 dicembre 2006. Nel frattempo anche Messico, Brasile, Costa Rica, El Salvador e Venezuela hanno costruito la loro ambasciata a Belmopan, mentre Ecuador, Cile, e Repubblica Dominicana sono rappresentate dai consolati. Tuttavia, con quattro ambasciate e 29 consolati l'antica capitale Belize ospita ancora la maggior parte delle comunità diplomatica estera del Paese.

## Geografia fisica
Ha circa 20 621 abitanti ed è, per questo, tra le più piccole capitali del mondo. Si trova a circa 80 chilometri dalla costa caraibica e dalla vecchia capitale Belize.

### Clima
Secondo la classificazione climatica di Köppen, il clima di Belmopan è di tipo tropicale monsonico, caratterizzato da una lunga stagione delle piogge (da maggio a gennaio) e una breve stagione secca (da febbraio ad aprile), sebbene anche in questo periodo si verifichino alcune precipitazioni. Le temperature medie mensili restano costanti tutto l'anno, variando tra 23 °C e 28 °C.
| Belmopan (1991-2020)         | Mesi  | Mesi  | Mesi  | Mesi  | Mesi  | Mesi  | Mesi  | Mesi  | Mesi  | Mesi  | Mesi  | Mesi  | Stagioni | Stagioni | Stagioni | Stagioni | Anno    |
| Belmopan (1991-2020)         | Gen   | Feb   | Mar   | Apr   | Mag   | Giu   | Lug   | Ago   | Set   | Ott   | Nov   | Dic   | Inv      | Pri      | Est      | Aut      | Anno    |
| ---------------------------- | ----- | ----- | ----- | ----- | ----- | ----- | ----- | ----- | ----- | ----- | ----- | ----- | -------- | -------- | -------- | -------- | ------- |
| T. max. media (°C)           | 28,2  | 29,7  | 31,2  | 33,5  | 34,1  | 32,7  | 32,2  | 32,6  | 32,5  | 31,2  | 29,4  | 28,6  | 28,8     | 32,9     | 32,5     | 31,0     | 31,3    |
| T. media (°C)                | 23,7  | 24,4  | 25,5  | 27,6  | 28,6  | 28,3  | 27,7  | 27,9  | 27,9  | 26,8  | 25,1  | 24,2  | 24,1     | 27,2     | 28,0     | 26,6     | 26,5    |
| T. min. media (°C)           | 19,1  | 19,2  | 19,8  | 21,7  | 23,1  | 23,8  | 23,3  | 23,2  | 23,2  | 22,5  | 20,7  | 19,8  | 19,4     | 21,5     | 23,4     | 22,1     | 21,6    |
| Precipitazioni (mm)          | 135,2 | 51,3  | 48,5  | 41,4  | 119,3 | 259,9 | 245,3 | 226,1 | 221,8 | 244,2 | 201,9 | 134,9 | 321,4    | 209,2    | 731,3    | 667,9    | 1 929,8 |
| Giorni di pioggia            | 11    | 6     | 5     | 3     | 7     | 14    | 16    | 14    | 15    | 14    | 13    | 13    | 30       | 15       | 44       | 42       | 131     |
| Ore di soleggiamento mensili | 170,5 | 189,3 | 241,8 | 255,0 | 248,0 | 189,0 | 201,5 | 207,7 | 171,0 | 182,9 | 165,0 | 150,0 | 509,8    | 744,8    | 598,2    | 518,9    | 2 371,7 |

## Piazze di Belmopan

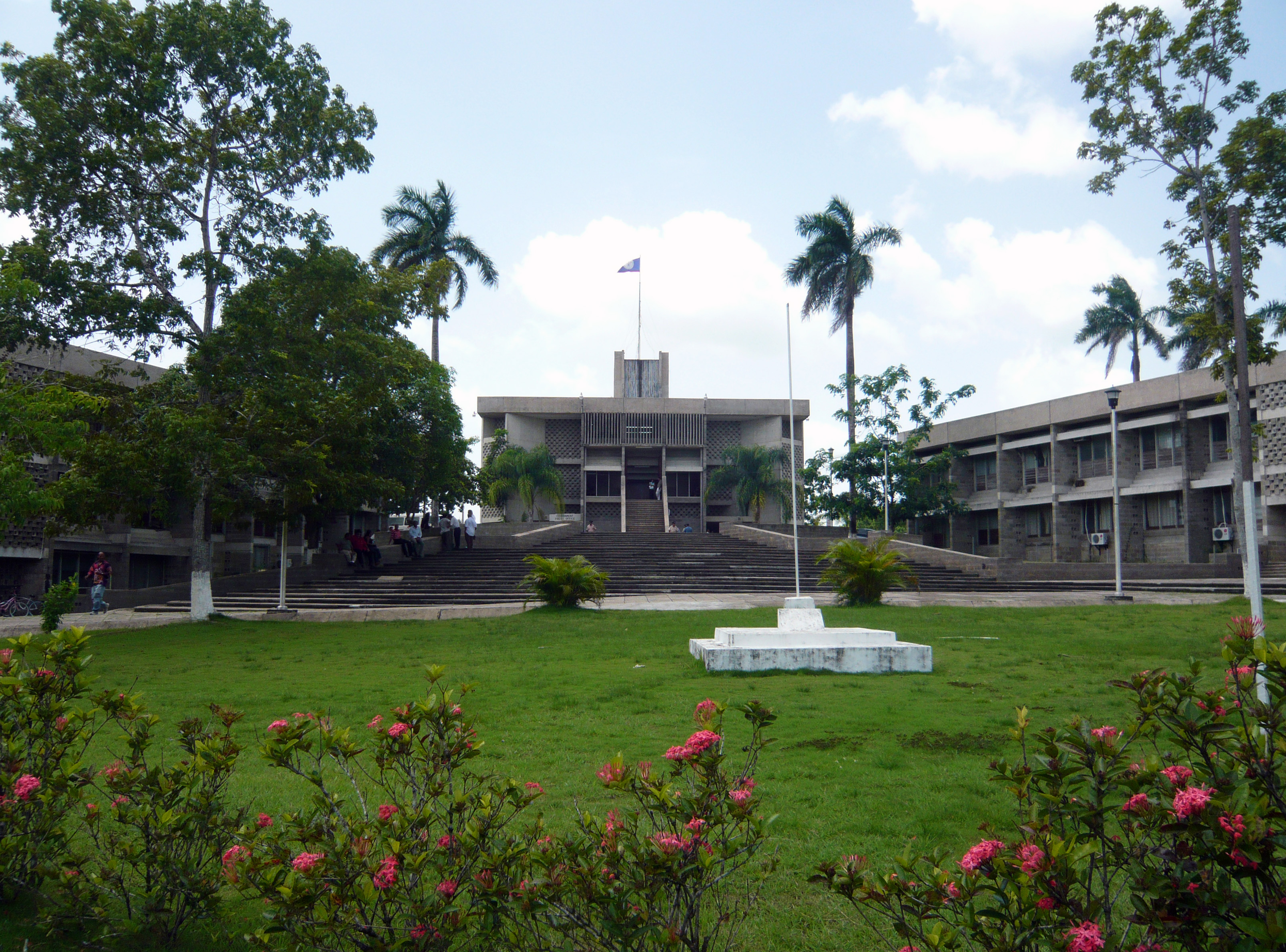
Piazza del parlamento
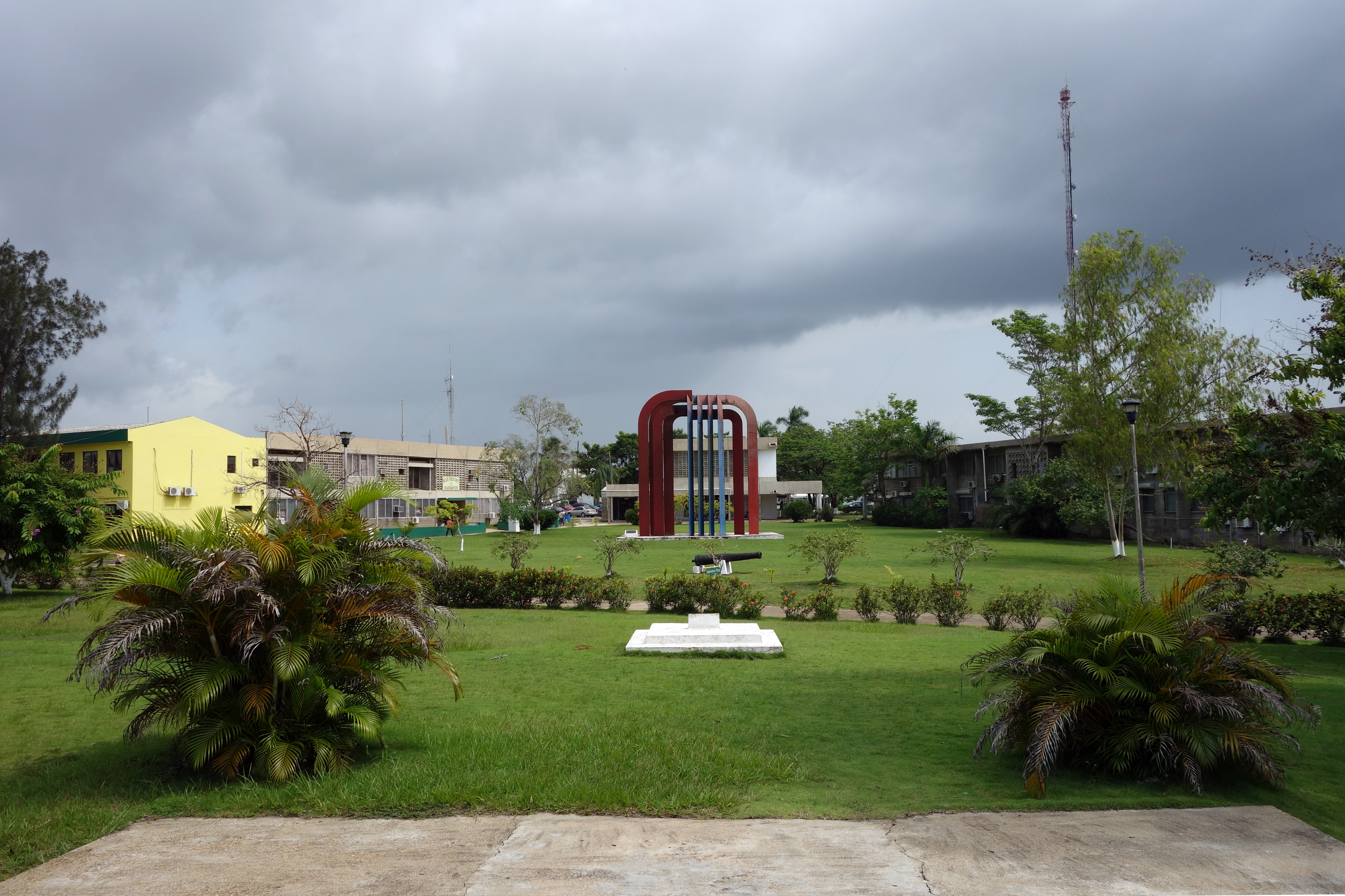
Piazza dell'Indipendenza